# Mosteiro de Vila Boa do Bispo
O Mosteiro de Vila Boa do Bispo situa-se na freguesia de Vila Boa do Bispo, concelho de Marco de Canaveses em Portugal. Tem estilo barroco, especialmente evidente na talha dourada presente no interior. Tem também influências góticas (verticalidade da fachada). Possui várias imagens religiosas e a que mais se evidência é o cristo no final de nave principal da igreja.